# Bézorgues
Die Bézorgues ist ein Fluss in Frankreich, der im Département Ardèche in der Region Auvergne-Rhône-Alpes verläuft. Sie entspringt im nördlichen Gemeindegebiet von Labastide-sur-Bésorgues, im Regionalen Naturpark Monts d’Ardèche, entwässert generell in südöstlicher Richtung und mündet nach rund 19 Kilometern an der Gemeindegrenze von Asperjoc und Vals-les-Bains als rechter Nebenfluss in die Volane.

## Orte am Fluss
(Reihenfolge in Fließrichtung)
- Labastide-sur-Bésorgues
- Amlagnet, Gemeinde Asperjoc